# Ретавское староство
Ретавское староство (лит. Rietavo seniūnija) — одно из 5 староств Ретавского самоуправления, Тельшяйского уезда Литвы. Административный центр — город Ретавас.

## География
Расположено на западе Литвы, в восточной части Ретавского самоуправления, на Западно-Жемайтском плато Жемайтской возвышенности.
Граничит с Твярайским староством на востоке, Мядингенайским — на северо-востоке, Даугедайским — на севере, Лаукувским  и Жадейкяйским староствами Шилальского района — на юго-востоке, Кведарнским староством Шилальского района — на юге, Юдренайским староством Клайпедского района — на юго-западе, Эндреявским староством Клайпедского района — на западе, Куляйским староством Плунгеского района — на северо-западе, и Сталгенайским староством Плунгеского района — на севере.

## Население
Ретавское староство включает в себя 52 деревени.